# Ailanthus
Ailanthus es un género de plantas con flor perteneciente a la familia Simaroubaceae, en el orden Sapindales (anteriormente Rutales o Geraniales). El género es nativo del este de Asia sur y norte de Australasia.

## Descripción
Son árboles caducos de rápido crecimiento que alcanzan los 25-45 m de altura con largas ramas de (40-100 cm), de hojas pinnadas con 15-41 de longitud. Tiene pequeñas flores de color amarillo a verdoso que se producen en panículas y que se vuelven rojizas más tarde y marrón si están mucho tiempo. Las flores tienen un fuerte olor a orina de gato, por lo que si se tocan las hojas se impregnan de mal olor las manos. El fruto es una sámara. 

## Taxonomía
El género fue descrito por René Louiche Desfontaines y publicado en Histoire de l'académie royale des sciences. Avec les mémoires de mathématique & de physique 1786: 265–271, t. 8. 1788.
Etimología
Ailanthus: nombre genérico que deriva de un nombre de Las Molucas que significa "árbol del cielo"

## Especies seleccionadas
El número de especies es controvertido, algunos autores aceptan hasta diez especies, mientras que otros aceptan seis o menos. Entre las especies de ailanto, pueden citarse:
- Ailanthus altissima - norte y centro de China continental, Taiwán, sin duda la especie más conocida, el ailanto por excelencia.
- Ailanthus excelsa – India y Sri Lanka
- Ailanthus integrifolia – Nueva Guinea y Queensland, Australia
- Ailanthus malabarica – sudeste de Asia
- Ailanthus triphysa - Australia septentrional y oriental
- Ailanthus vilmoriniana - suroeste de China

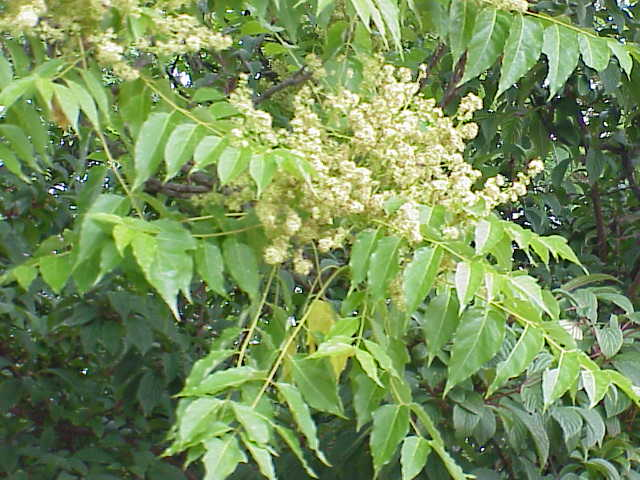
Flores de Ailanthus altissima.

Este género está considerado invasivo en Norteamérica, el Reino Unido y España, si bien tiene potencial invasor en cualquier lugar que se plante (excepto su hábitat natural). Lanza retoños que pueden dañar el pavimento y los muros, y en las condiciones idóneas se difunde muy rápidamente. Tiene la capacidad de llegar a grandes alturas y compite con las plantas nativas que hay a su alrededor.
Una polilla de la seda hilada, la Samia cynthia, vive en las hojas del ailanto, y produce una seda más duradera y barata que la seda de morera, pero inferior en finura y brillo. Esta polilla se ha introducido en el este de Estados Unidos y es común cerca de muchas ciudades; tiene alrededor de 12 cm de ancho, con alas anguladas, y en color café olivo, con manchas blancas. Otro lepidóptero cuyas larvas se alimentan de ailanto es la Endoclita malabaricus.